# Gohlis (Niederau)
Gohlis ist ein Ortsteil der Gemeinde Niederau im Landkreis Meißen in Sachsen.

## Geographie
Gohlis liegt in der gleichnamigen Gemarkung im Osten der Gemeinde Niederau. Benachbarte Orte sind die anderen Niederauer Ortsteile Oberau im Südwesten, Gröbern im Westen, Jessen im Nordwesten und Großdobritz im Norden. Östlich benachbart ist der Moritzburger Ortsteil Steinbach.
Gohlis liegt auf einer Hochfläche nördlich des Niederauer Dorfbachs, der die Oberauer Teiche südöstlich des Ortsteils entwässert. Sie liegen im Landschaftsschutzgebiet Friedewald und Moritzburger Teichgebiet. Bei Gohlis tritt die Lausitzer Verwerfung als Geländestufe zu Tage. Landwirtschaftlich genutzte Flächen umgeben den Ortsteil. Er besteht im Wesentlichen aus dem alten Dorfkern an der Steinbergstraße, einer Kleinsiedlung entlang der Großdobritzer Straße sowie mehreren Häusern am Unteren Buschmühlenweg und Am Gohlisberg.
Wichtigste Straße in Gohlis ist die Radeburger Straße, die als Staatsstraße 177 von Meißen über Gröbern, Gohlis und Buschhaus weiter nach Radeburg führt. Von ihr zweigt in Gohlis die Großdobritzer Straße ab, die als Hauptstraße durch den Ortsteil führt und ihn mit Großdobritz, Niederau und Oberau verbindet. An den ÖPNV ist Oberau über die Buslinie 459 der Verkehrsgesellschaft Meißen angebunden. Im nahen Niederau besteht Eisenbahnanschluss entlang der Bahnstrecke Leipzig–Dresden, in Weinböhla auch an die Berlin–Dresden. Beide Bahnstrecken verlaufen wenige 100 Meter südwestlich von Gohlis parallel zueinander, besitzen aber keinen Haltepunkt in unmittelbarer Nähe des Ortsteils.

## Geschichte

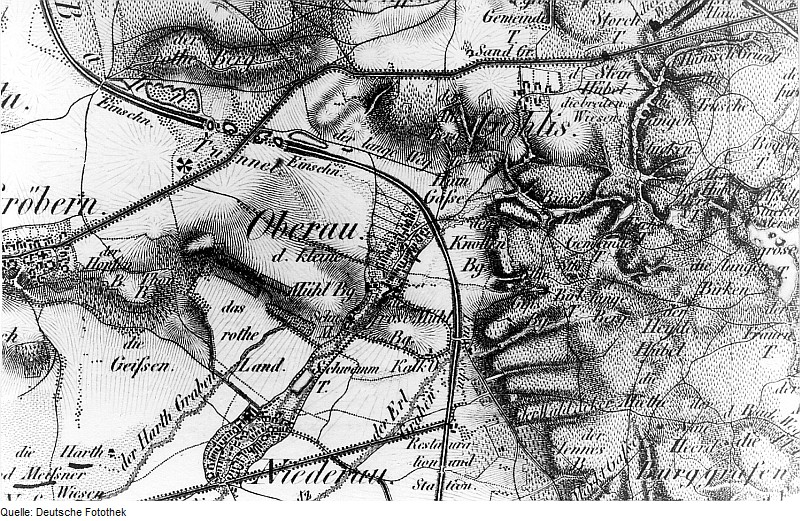
Gohlis auf einer Karte aus dem 19. Jahrhundert

Der Ort fand 1350 erstmals Erwähnung als „Golicz“. Für die folgenden Jahrhunderte sind unter anderem die Formen „Golisch“, „Golicz“ und „Goliß“ belegt. Im Jahre 1791 findet bereits die heutige Schreibweise Verwendung, 1875 trägt die Landgemeinde zur Unterscheidung von gleichnamigen Orten, darunter das nur zwölf Kilometer entfernte Gohlis bei Cossebaude, den amtlichen Namen „Gohlis b. Meißen“. Der Ortsname geht zurück auf das altsorbische „Gołuš(a)“/„Gołyš“ und leitet sich ab von „goły“ (kahl, leer), bedeutet also „Siedlung auf kahlem/waldlosem Land“.
Der sackgassenartige Bauernweiler war im Jahre 1900 von einer 147 Hektar großen gelängeartigen Streifenflur umgeben. Die Bewohner von Gohlis lebten vorwiegend von der Landwirtschaft; sie bewirtschafteten im Jahr 1764 eine Fläche von fünf Hufen zu je 28 Scheffel. Um 1750 entstand am Niederauer Dorfbach außerdem eine Brettmühle, die heutige Buschmühle.
Eingepfarrt war Gohlis ins benachbarte Oberau, mit dem es auch sonst eng verbunden war. Kurfürst Moritz belehnte 1543 Kaspar von Ziegelheim mit Oberau und Niederau sowie mit der Gerichtsbarkeit über Gohlis. Die Grundherrschaft in Gohlis übten 1551 das Rittergut Batzdorf und damit die Herren von Miltitz aus. In den Jahren 1696 und 1764 unterstand Gohlis dann dem Rittergut Oberau.
Die Verwaltung oblag dem Amt Hayn und 1843 dann dem Amt Meißen. Im Jahre 1856 gehörte Gohlis dann zum Gerichtsamt Meißen und kam danach zur Amtshauptmannschaft Meißen, aus der der gleichnamige Landkreis hervorging. Auf Grundlage der Landgemeindeordnung von 1838 erlangte Gohlis seine Selbstständigkeit als Landgemeinde. Die Eingemeindung nach Oberau erfolgte 1936, als dessen Teil kam Gohlis 1950 zur Gemeinde Niederau.

## Einwohnerentwicklung
| Jahr | Einwohner                    |
| ---- | ---------------------------- |
| 1551 | 4 besessene Mann, 4 Inwohner |
| 1764 | 5 besessene Mann, 1 Häusler  |
| 1834 | 54                           |
| 1871 | 68                           |
| 1890 | 92                           |
| 1910 | 125                          |
| 1925 | 144                          |
| 1939 | siehe Oberau                 |
| 2017 | 112                          |